# カンティーニョ学園
カンティーニョ学園（カンティーニョがくえん; ポルトガル語: Escola Cantinho Brasileiro）は、愛知県豊橋市にあるブラジル政府が認可する在日ブラジル人向けの学校（各種学校）。学校法人豊橋インターナショナルアカデミーが運営している。

## 概要
3歳から18歳までの子どもが学年毎に分かれて勉強している。学校内の公用語は　ポルトガル語である。教材はブラジルから取り寄せたものを使用しており、カリキュラムも本国に準拠した内容となっている。課外授業では、ブラジリアン柔術やカポエラなどブラジルの文化を学ぶ。日本で生活するための最低限の知識を身につけるため、日本語教育の資格を持った日本人講師による日本語教育も週一回行っている。
また、2009年からは文部科学省の委託を受け、「定住外国人の子どもの就学支援事業・虹の架け橋教室」を実施しており、様々な事情で自宅で不就学になっている子供たちを国籍を問わず広く受入れ、日本語や日本の習慣を教え、公立小学校・中学校に転入させることも行っている。

## 所在地
愛知県豊橋市大岩町久保田12-1

## 沿革
- 2007年1月10日 - 愛知県内初（日本では2校目）の在日ブラジル人専門の各種学校として認可
- 2007年2月1日 - 開校（愛知県豊橋市東岩田三丁目1番地3 YSビル）
- 2009年 - 「定住外国人の子どもの就学支援事業・虹の架け橋教室」を実施
- 2018年 - 移転（愛知県豊橋市大岩町久保田12-1）